# Красуні в Багдаді
«Красуні в Багдаді» (англ. Babes in Bagdad) — комедія 1952 року.

## Сюжет
Хасан, каді Багдаду, має гарем в якому живе дванадцять красунь. Найбільшу увагу він приділяє своїй коханій дружині Зохрі. Принцеса Кіра, відстоює рівність між чоловіками і жінками. У цьому її підтримує син халіфа Езар.

## У ролях
| Актор           | Роль             |
| --------------- | ---------------- |
| Полетт Годдар   | Кіра             |
| Джипсі Роуз Лі  | Зохра            |
| Річард Ней      | Езар             |
| Джон Боулс      | Хасан            |
| Томас Галлахер  | Шархан           |
| Себастьян Кабот | Синбад           |
| Макдональд Парк | халіф            |
| Наталі Бенеш    | Зеліка           |
| Г'ю Демпстер    | Омар             |
| Пітер Баферст   | командир         |
| Крістофер Лі    | торговець рабами |